# Standing Woman
Standing Woman est une œuvre du sculpteur américain Gaston Lachaise située à Paris, en France. Créée en 1932, elle est installée en 2000 dans les jardins des Tuileries. Il s'agit d'une sculpture en bronze.

## Description
L'œuvre prend la forme d'un sculpture représentant une femme nue. À la manière caractéristique de Gaston Lachaise, elle est dotée de formes voluptueuses, de longues jambes supportant un torse puissant.

## Localisation
Modélisée en 1930, la sculpture a été coulée en 1932. Il s'agissait d'une édition de huit exemplaires, dont certains sont au Franklin D. Murphy Sculpture Garden (en), au Milwaukee Art Museum,, au Brooklyn Museum, au Museum of Modern Art,a u Hirshhorn Museum and Sculpture Garden, et dans le jardin des Tuileries.

## Historique
Standing Woman est créé en 1932. L'œuvre est installée en 2008 dans les jardins des Tuileries.

## Artiste
Gaston Lachaise (1882-1935) est un sculpteur américain.